# Urząd Nadzoru Ubezpieczeń Zdrowotnych
Urząd Nadzoru Ubezpieczeń Zdrowotnych – urząd utworzony jako element reformy systemu opieki zdrowotnej wprowadzonej od 1999 oraz jako centralny organ administracji rządowej sprawujący nadzór nad kasami chorych. Jego zadaniem miała być ochrona interesów ubezpieczonych. Urzędem kierował prezes powoływany przez Prezesa Rady Ministrów na wniosek ministra zdrowia. Urząd sprawował nadzór nad gospodarką finansową kas chorych i współpracujących z nimi zakładów opieki zdrowotnej. W 2002 rząd SLD-PSL planował jego likwidację wraz z Urzędem Nadzoru nad Funduszami Emerytalnymi i Państwowym Urzędem Nadzoru Ubezpieczeń i przekazanie jego zadań Komisji Nadzoru Ubezpieczeń i Funduszy Emerytalnych, ostatecznie jednak nie zrealizowanego tego zamiaru w związku z likwidacją kas chorych i powołaniem w ich miejsce w 2003 Narodowego Funduszu Zdrowia nad którym nadzór powierzono Ministrowi Zdrowia. Prezesem UNUZ była Teresa Kamińska, a następnie Michał Żemojda, którego zastąpił Maciej Tokarczyk.